# Il Vittorioso
Il Vittorioso était un hebdomadaire italien de bande dessinée, publié par la maison d'édition catholique AVE (casa editrice) (it) (provenant de l'Action catholique italienne) entre 1937 et 1967. Il était distribué en kiosque, dans les paroisses et dans les oratori (it) des écoles catholiques ou encore par abonnement.

## Historique
Il Vittorioso est né d'une initiative de l'association Azione Cattolica qui, pour contrer l'influence des publications laïques, décide de lancer un périodique de bande dessinée respectant les valeurs chrétiennes et la doctrine morale de l'Église catholique,.
Fondé en 1937, le périodique accueille à leurs débuts de nombreux auteurs italiens renommés du XXe siècle, notamment Benito Jacovitti, Claudio Nizzi, Stelio Fenzo. Dans les années 1930, une rivalité intense a opposé ce journal et L'Avventuroso, qui s'adressait également à la jeunesse. En 1941, Enrico Basari publie dans la revue la première adaptation en bande dessinée de Beowulf. Pendant la Seconde Guerre mondiale, la diffusion du journal est suspendue pendant un an, entre l'invasion de Rome par l'armée allemande et la Libération (8 septembre 1943 - 4 juin 1944).
Il Vittorioso a connu un succès commercial avec une moyenne de 200 000 exemplaires en circulation chaque semaine grâce à ses circuits de distribution,.
En janvier 1967, le journal change de nom (Vitt: il rotocalco dei ragazzi) puis en 1970, la parution cesse.
En 1994, le quotidien Avvenire réimprime les 63 numéros du Vittorioso parus après-guerre.

## Collaborateurs
- Domenico Volpi (redacteur en chef 1948-1966)
- Athos Careghi
- Giorgio Bellavitis
- Gianluigi Bonelli
- Kurt Caesar
- Antonio Canale
- Franco Caprioli
- Franco Chiletto
- Sebastiano Craveri
- Gianni De Luca
- Stelio Fenzo
- Giulio Ferrari
- Danilo Forina
- Ruggero Giovannini
- Benito Jacovitti
- Lino Landolfi
- Claudio Nizzi
- Raffaele Paparella
- Carlo Peroni
- Renato Polese
- Sergio De Simone
- Alberto Manzi